# Tre bellezze del nostro tempo
Tre bellezze del nostro tempo (当時三美人 (Tōji San Bijin?)) è una xilografia in stile nishiki-e del disegnatore giapponese Kitagawa Utamaro, pubblicata la prima volta tra il 1792 ed il 1793, durante il periodo Edo della storia del Giappone. La composizione, di dimensioni 37,9 cm × 24,9 cm, raffigura (come si può dedurre dal titolo) tre famose bellezze del tempo: sono la geisha Tomimoto Toyohina e le cameriere Naniwa Kita e Takashima Hisa.

## Contesto
La scuola pittorica dell'ukiyo-e fiorì in Giappone durante il periodo Edo tra il XVII e il XX secolo, occupandosi di raffigurare personaggi del mondo contemporaneo: cortigiani, attori del teatro Kabuki, e altre figure indissolubilmente associate al «mondo fluttuante» dei quartieri di piacere. Oltre ai dipinti, gli artisti dell'ukiyo-e si cimentarono anche all'incisione in legno, che divenne particolarmente popolare soprattutto nella metà del Settecento, durante il quale era usanza addirittura realizzare le varie stampe in più colori. Prominenti, in tal senso, furono le opere del tipo bijin-ga, che si prefiggeva di raffigurare «belle persone», in genere cortigiane o geisha.
Katsukawa Shunshō introdusse negli anni 1760 nuove tecniche e canoni per la realizzazione delle stampe, e se ne servì successivamente (con altri membri della scuola di Katsukawa, come Shunkō) per ritrarre gli attori del teatro Kabuki. Analogamente, Kiyonaga fu uno dei primitivi ritrattisti di bellezze negli anni 1870, e le sue figure alte e leggiadre ebbero un'impronta profonda sulla produzione di Kitagawa Utamaro (c. 1753–1806), destinato a superare per fama il proprio maestro. Utamaro studiò sotto la direzione di Toriyama Sekien (1712–1788), che a sua volta si formò in seno alla scuola Kanō. Nel 1782, Utamaro iniziò a lavorare per conto dell'editore Tsutaya Jūzaburō.
Nel 1791, Tsutaya pubblicò tre libri di Santō Kyōden del genere letterario sharebon incentrati sulla narrazione di novelle di taglio umoristico dei quartieri di piacere; le autorità, trovando queste storie oltremodo frivole, le autorità punirono l'autore costringendolo in manette per cinquanta giorni, e l'editore con una contravvenzione salatissima. Ciò malgrado, già poco dopo Utamaro iniziò a produrre i suoi primi bijin ōkubi-e, amalgamando l'ōkubi-e al genere bijin-ga dei ritratti delle bellezze. Il successo furioso riscosso da queste opere risollevò le sorti di Tsutaya e resero Utamaro universalmente conosciuto ed apprezzato.

## Descrizione ed analisi
Tre bellezze del nostro tempo raffigura i busti di tre bellezze degli anni 1790 della città di Edo (la moderna Tokyo). Le modelle di Utamaro non erano cortigiane, così come imponevano i dettami dell'ukiyo-e, bensì delle giovani fanciulle note in Edo per il loro fascino: sono soggetti ricorrenti nella produzione di Utamaro, e non di rado compaiono insieme. Ciascuna di queste ragazze è effigiata dal proprio stemma familiare.
Al centro vi è Tomimoto Toyohina, una rinomata geisha della casa Tamamuraya, ubicata nel quartiere del piacere di Yoshiwara. Così come per le altre due modelle, Tomimoto (della cui data di nascita non ci sono pervenute notizie) ha una ricca capigliatura raccolta in uno shimada, acconciatura molto in voga al tempo; si discosta tuttavia dalle sue compagne per il suo abbigliamento, che rispecchia il suo mestiere di geisha. Sulla manica del suo kimono vi è lo stemma familiare della famiglia di Tomimoto: si tratta di una primula giapponese.
Alla sua destra vi è Naniwaya Kita, anche conosciuta come "O-Kita", la conosciutissima figlia del proprietario di una casa da tè ad Asakusa, nei pressi del tempio Sensō-ji. Pare che nel dipinto sia stata ritratta quindicenne: in ogni caso, indossa un kimono nero con fantasie floreali e regge un ventaglio uchiwa recante lo stemma della sua famiglia, una paulonia.
A sinistra vi è Takashima Hisa, o "O-Hisa", di Yagenbori. Era la primogenita di Takashima Chōbei, il proprietario di un'altra sala da tè, ma stavolta ubicata a Senbeiya, dove Hisa si occupava di attrarre potenziali clienti. La tradizione vuole che la sua età sia di sedici anni quando venne realizzata l'opera: ad ogni modo, sulla sua spalla sinistra fa cadere un asciugamani, adornato da tre foglie di quercia, il suo stemma familiare.

Stemmi familiari delle tre bellezze
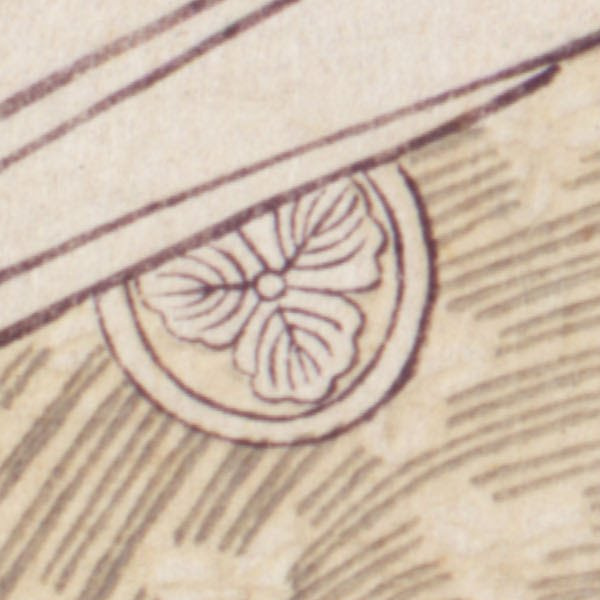
La foglia di quercia di Hisa
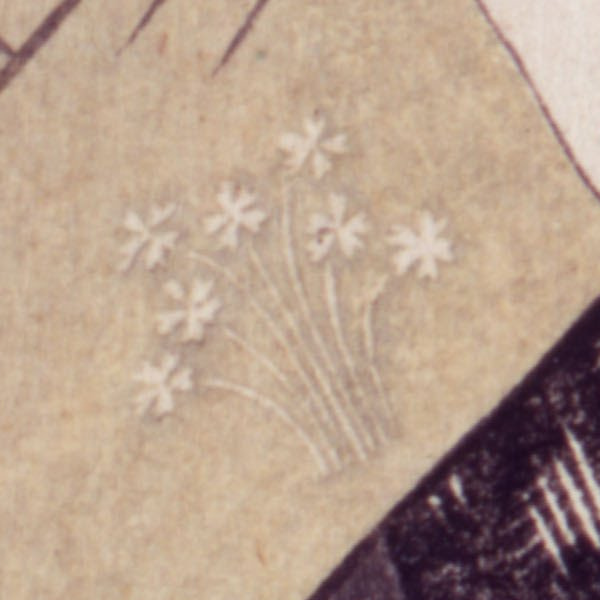
La primula giapponese di Toyohina
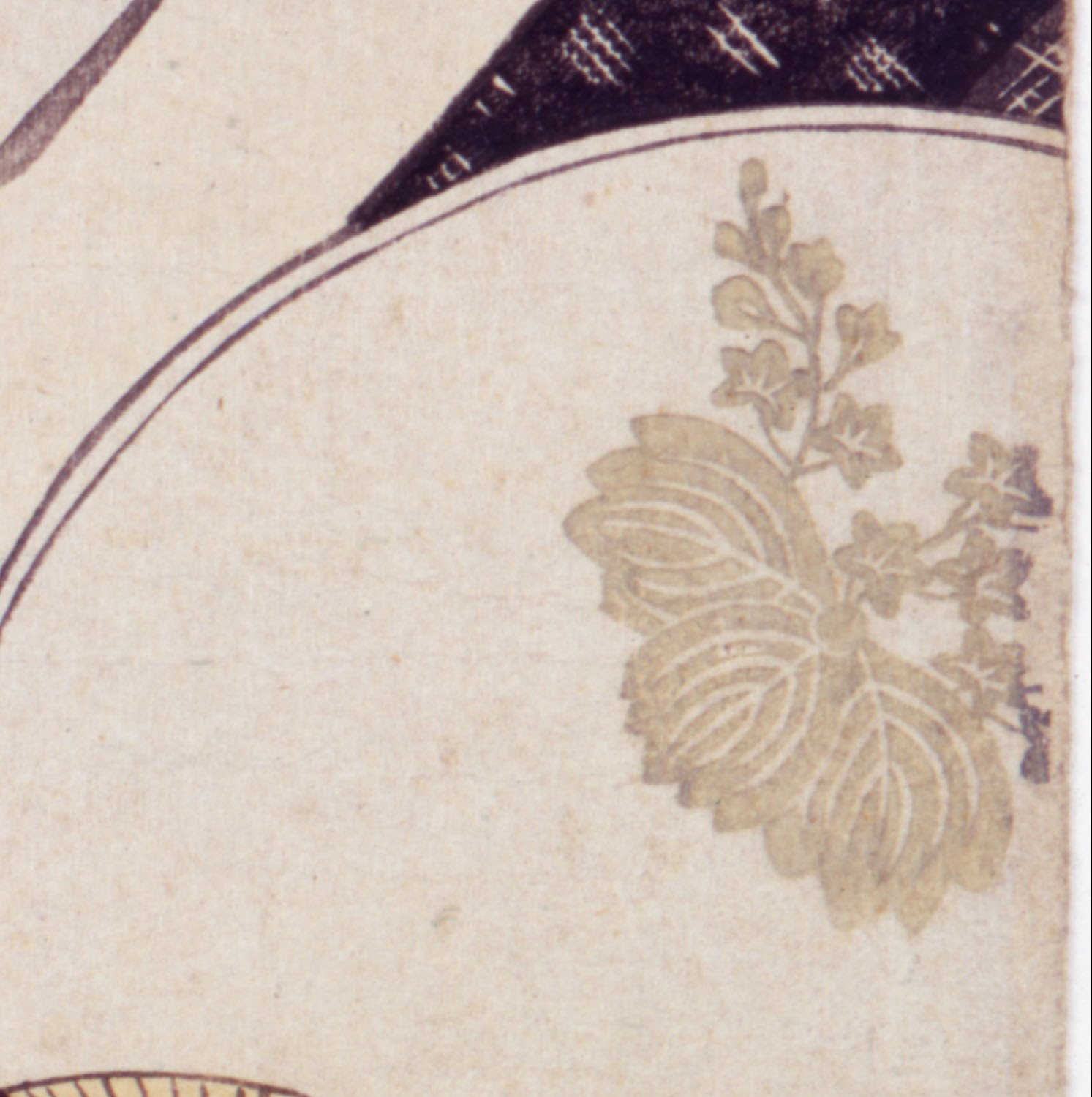
La paulonia di Kita

Piuttosto che eseguire un ritratto realistico delle tre fanciulle, Utamaro idealizza le loro immagini: non a caso, molti spettatori sembrano intuire che i volti delle ragazze sembrano essere appena abbozzati, o forse per nulla sviluppati. Altri, invece, mettono in rilievo le sottili differenze che distinguono i loro volti, in materia di bocche, nasi, e occhi: Kita ha guance piene ed un'espressione innocente: i suoi occhi sono a forma di mandorla, ed il setto del suo naso abbastanza alto; Hisa ha un'espressione più fiera, ed un suo dorso nasale e degli occhi più rotondi rispetto a quelli di Kita; Toyohina, che fisicamente assomiglia ad ambedue le compagne, sembra invece essere più anziana e saggia.
La stampa è un ōban verticale di dimensioni 37.9 × 24.9 centimetri (14.9 × 9.8 in), ed è laccata con la moscovite in modo da ottenere un luminosissimo effetto perlescente. L'immagine, inoltre, appartiene agli stili dei bijin-ga ("ritratti di bellezze") e degli ōkubi-e ("teste gigantesche"): a quest'ultimo genere, in particolare, il nome di Utamaro è indissolubilmente legato, essendone stato uno degli esponenti più autorevoli.

Ritratti delle tre bellezze Kansei di Utamaro
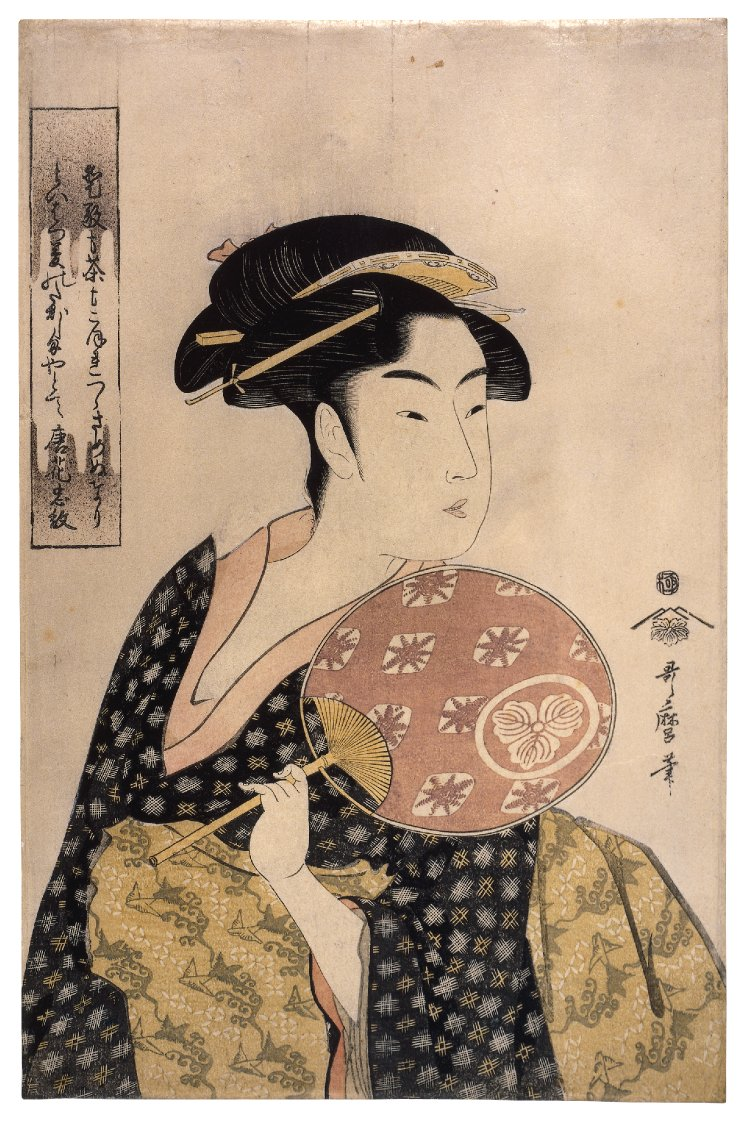
Takashima Hisa, circa 1792–93
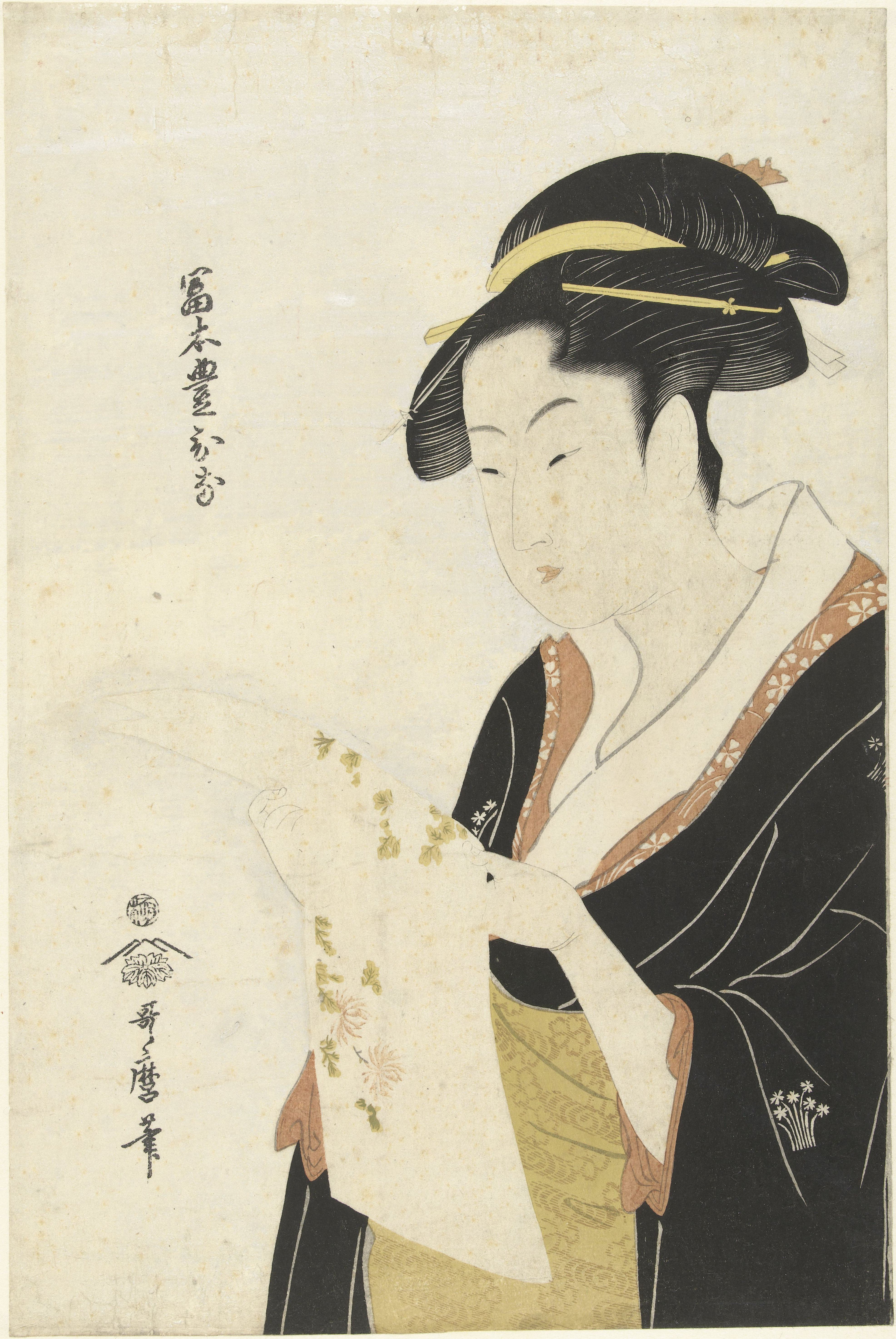
Tomimoto Toyohina, circa 1792–96
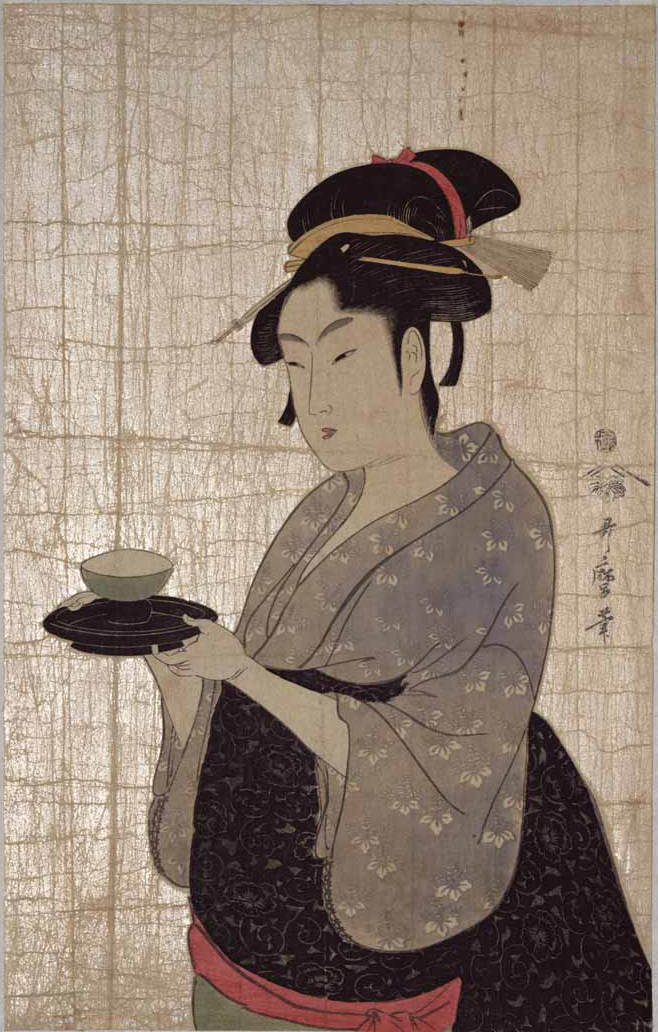
Naniwaya Kita, circa 1793

## Pubblicazione e retaggio
La stampa venne pubblicata da Tsutaya Jūzaburō nel quarto o quinto anno dell'era Kensei (c. 1792–93): il marchio della bottega di Tsutaya è stampato a sinistra, appena sopra la testa di Hisa, mentre la firma di Utamaro è visibile in basso a sinistra.
Fumito Kondō considerò l'opera rivoluzionaria; volti così espressivi, individualizzati non si coglievano nelle figure dipinte dai predecessori di Utamaro (quali Harunobu e Kiyonaga) ed era di fatto la prima volta nella storia del genere ukiyo-e che le bellezze non erano tratte dai quartieri del piacere, bensì dagli+ strati più bassi della società.
La composizione triangolare delle tre figure divenne alquanto popolare, specialmente nelle stampe degli anni 1790: lo stesso Utamaro realizzò altre redazioni della stessa stampa, con delle piccole modifiche fra l'una e l'altra: in Tre bellezze Hisa regge una tazzina da tè piuttosto che un asciugamano, mentre Kita sostiene il proprio ventaglio con entrambe le mani. Secondo Eiji Yoshida, tuttavia, le figure di quest'ultima opera non sono caratterizzate da quel carisma che invece rendevano le Tre bellezze del nostro tempo così uniche. Altra rielaborazione dell'opera ci è data da Tre bellezze reggono buste di dolci, pubblicata da Yamaguchiya: le fanciulle sono sempre nelle stesse pose, ma stavolta in mano hanno (come si può dedurre dal titolo) delle buste contenenti pasticcini. A testimonianza del riconoscimento della vasta e favorevole ricezione dell'opera, le tre modelle hanno spesso posato anche per altri artisti, e lo stesso Utamaro continuò a ritrarre le proprie muse, sia in coppia che individualmente.

Ritratti di gruppo delle tre bellezze da Utamaro
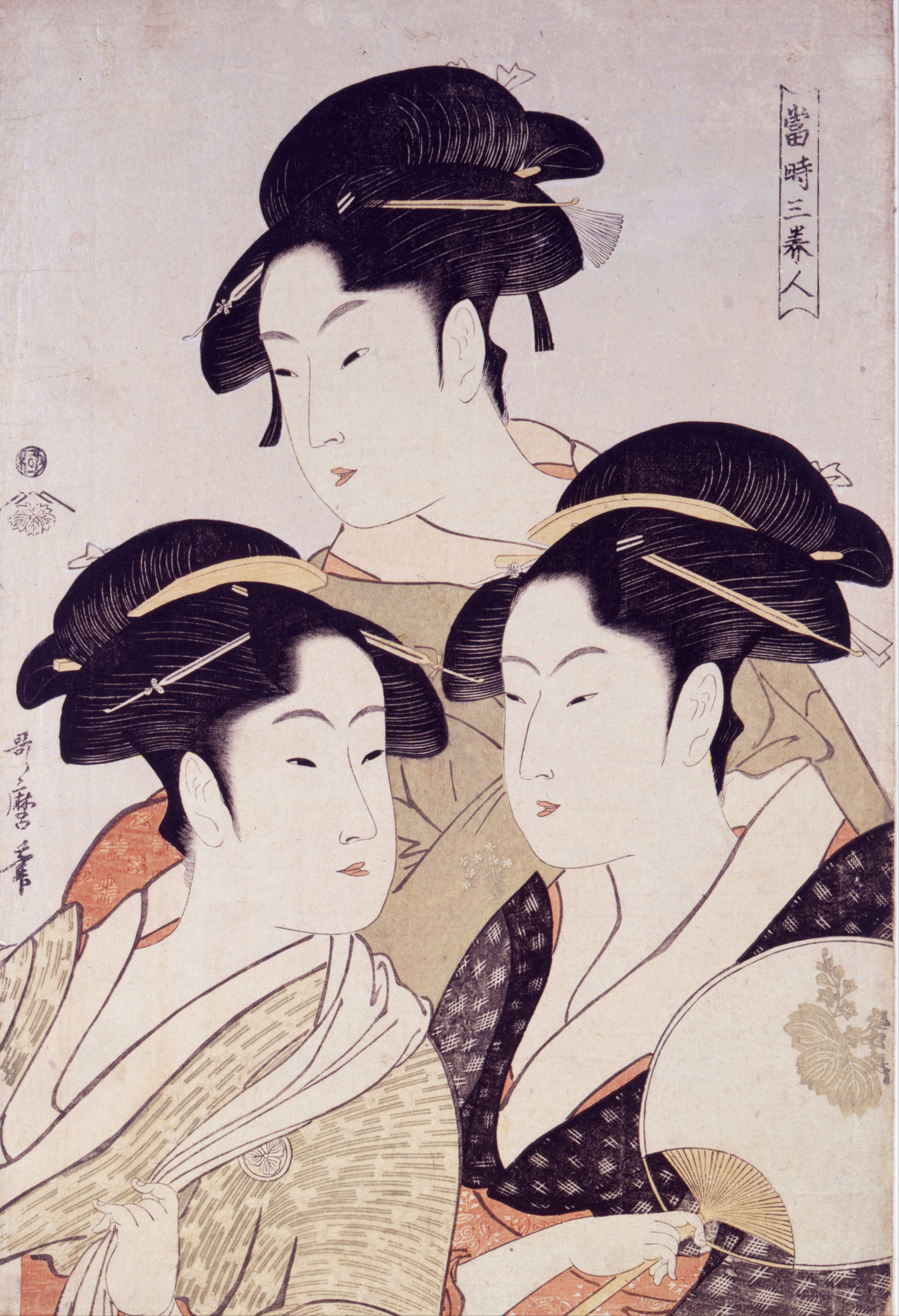
Vi sono state delle piccole variazioni nelle opere successiva con lo stesso tema: in questa stampa, oggi esposta al Museo d'arte di Toledo, non sono riportati i nomi delle tre fanciulle.
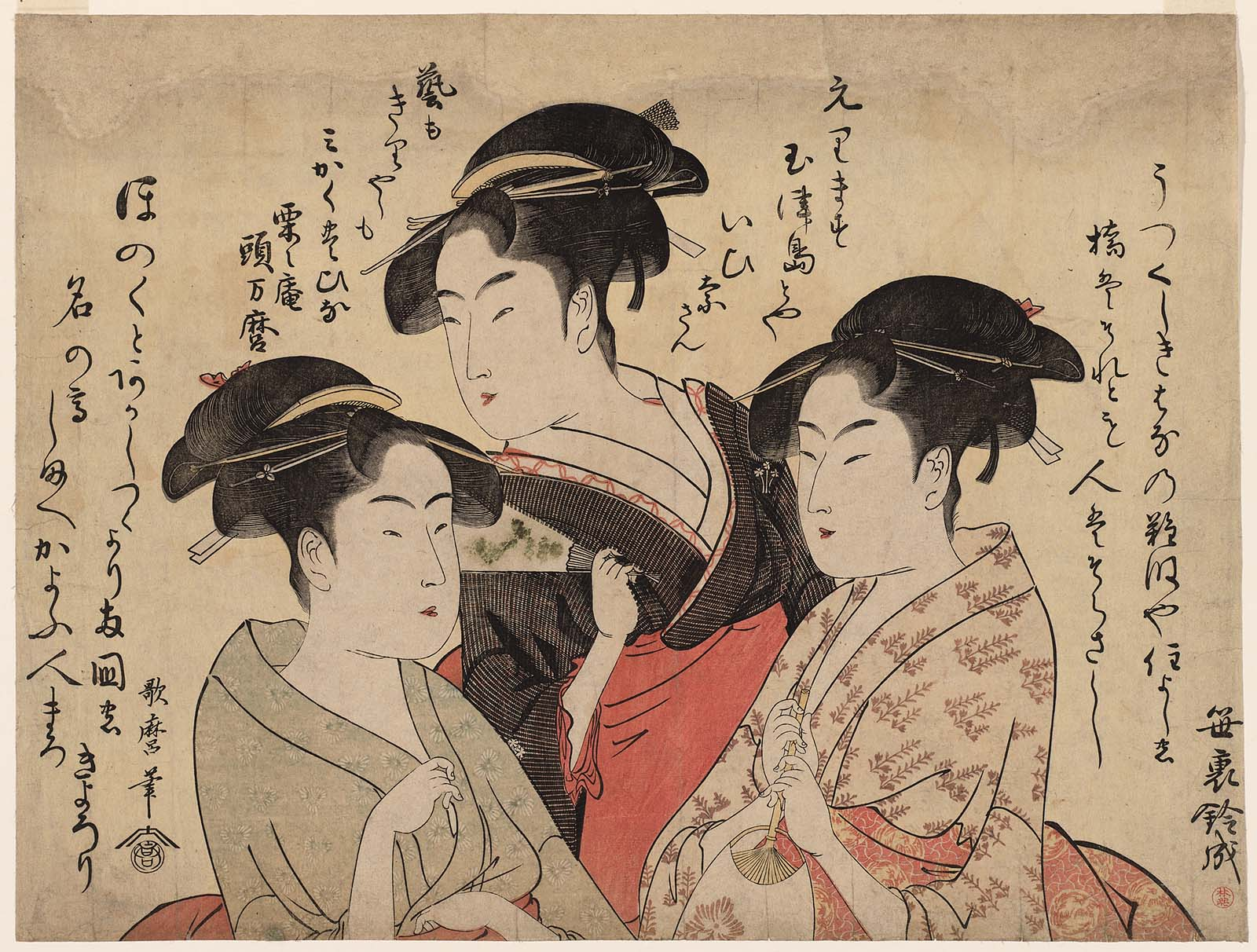
Tre bellezze, circa 1792–93
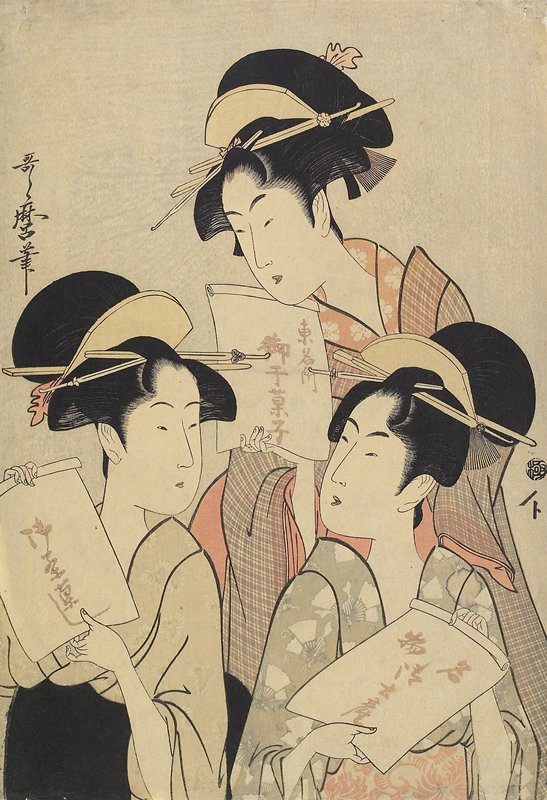
Tre bellezze reggono buste di dolci, anni 1790

### Annotazioni
1. ↑  Giapponese: 富本豊ひな; compitato anche come 富本豊雛.
2. ↑  Giapponese: 難波屋きた.
3. ↑  Giapponese: 高しまひさ; compitato anche come 高嶌ひさ o come 高島ひさ.
4. ↑  Tre bellezze: 三美人 (San Bijin?).
5. ↑  Tre bellezze reggono buste di dolci: 菓子袋を持つ三美人 (Kashi-bukuro wo Motsu San Bijin?).

### Fonti
1. ↑  Fitzhugh 1979, p. 27.
2. ↑  Harris 2011, p. 60.
3. ↑  Kondō 1956, p. 14.
4. ↑  Lane 1962, p. 220.
5. ↑  Davis 2004, p. 122.
6. ↑  Gotō 1975, pp. 80-81.
7. ↑  Kobayashi 1997, pp. 87-88.
8. 1 2  Matsui 2012, p. 62.
9. 1 2 3  Nihon Ukiyo-e Kyōkai 1980, p. 96.
10. ↑  Kobayashi 2006, p. 13.
11. ↑  Yasumura 2013, p. 66; Nihon Ukiyo-e Kyōkai 1980, p. 96.
12. 1 2  Kondō 2009, p. 132.
13. ↑  Gotō 1975, p. 119.
14. ↑  Kobayashi 2006, p. 15.
15. ↑  Yasumura 2013, p. 66.
16. ↑  Kondō 2009, pp. 132-133.
17. 1 2  Nichigai Associates 1993, p. 210.
18. ↑  Hickman 1978, p. 76.
19. ↑  Kondō 2009, p. 133.